# Serixia inapicalis
Serixia inapicalis là một loài bọ cánh cứng trong họ Cerambycidae.